# Plonéis
Plonéis (bret. Ploneiz) – miejscowość i gmina we Francji, w regionie Bretania, w departamencie Finistère.
Według danych na rok 1990 gminę zamieszkiwało 1426 osób, a gęstość zaludnienia wynosiła 65 osób/km² (wśród 1269 gmin Bretanii Plonéis plasuje się na 439. miejscu pod względem liczby ludności, natomiast pod względem powierzchni na miejscu 451.).